# Homowo

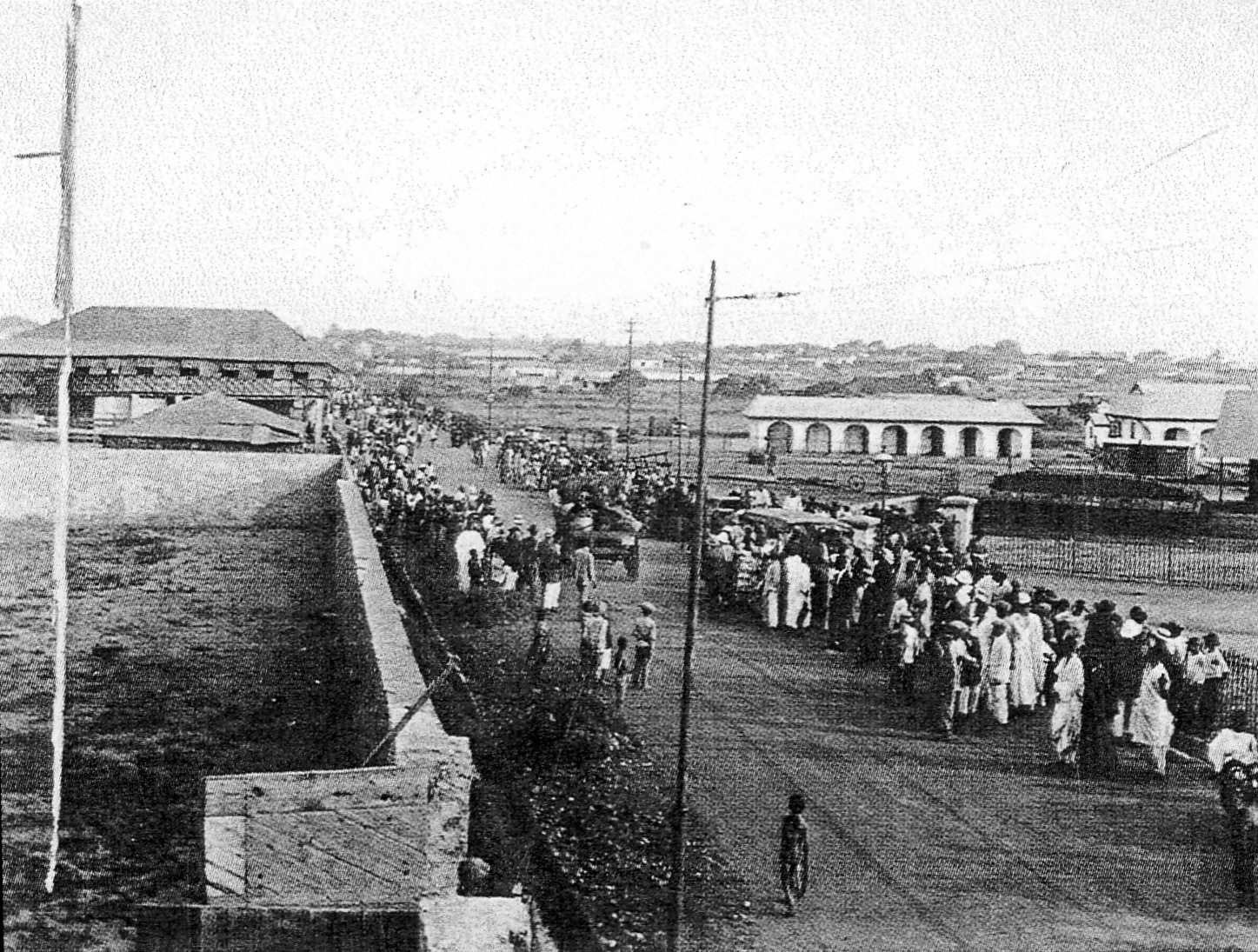
Une rue à Accra. Beaucoup de gens des quartiers voisins et de la région environnante affluent au centre-ville afin d’assister à la célébration de la fête Homowo, la fête principale annuelle de la Ga.

Homowo est un festival célébré par le peuple Ga au Ghana.
Le festival est célébré chaque année en Ga-Mashie (en) (la principale circonscription Ga) entre août et septembre dans le souvenir de la famine qui s'est produite pendant l’histoire précoloniale. Le mot Homowo (Homo - la faim, wo - huée) signifie « huer » ou « se moquer de la faim » dans la langue Ga.
La célébration  se caractérise par les rituels comme le retour des gens à leurs maisons de village, l'aspersion du Kpokpoi (le plat donné aux dieux et aux ancêtres pour la protection spirituelle), une procession de jumeaux à travers les rues principales, le tambour traditionnel et la danse et la joie générale rendent incarne l'enthousiasme et le grand divertissement qui vient avec cette fête historique.

## Historique
Selon la légende, pendant le processus de migration, la nation Ga a connu une famine sévère à cause d’un manque du pluies saisonnières nécessaires pour les cultures dans la capitale du Ghana, où la tribu s’est installée. Cependant, ils ont rassemblé le courage de cultiver la terre, ont planté le blé et ont appelé leurs dieux par libation de bénir leurs fermes. En réponse à leurs prières, un déluge de pluie a suivi, les récoltes ont grandi en abondance et ils ont également reçu une abondance de poissons. Quand les tempêtes de pluie se sont calmées, les gens de Ga ont célébrél'événement en créant le festival d'Homowo parce qu'ils avaient vaincu la faim. Ils ont célébré cette abondance de leur nourriture et leur victoire sur la faim avec un plat spéciale appelé Kpokpoi ou Kpekple. Le repas est fait avec de la pâte de maïs qui est mélangée à de l'huile de palme.

## Préparatifs
Le festival est largement célèbre dans toutes les villes de l'état de Ga. Les préparations débutent avec la plantation de cultures avant la saison des pluies qui commence en mai, lès prêtres désignent des zones spécifiques pour la culture du maïs (Nmaadumo). Pendant ce temps, il y a interdiction de faire du bruit dans toute la région parce qu'on croit que le bruit entravera la maturité de la récolte, l’interdiction commence le premier lundi de mai jusqu’au premier jeudi de juin. Ceci est suivi par nshobulemo, un rituel pour calmer la mer. Un autre rituel appelé okomfemaa interdit la pêche dans les lagunes jusqu'à ce que le festival de Homowo soit terminée. Lorsque la date du festival Homowo approche, les gens doivent retourner dans leur ville natale.

## Célébrations du jour du festival

### Aspersion duKpekple
Selon la tradition, lorsque le repas est préparé, le roi et son peuple se déplacent ensuite pour saupoudrer la nourriture dans divers quartiers de Ga. Cette nourriture qu'il asperge est dit être pour les dieux, comme une manifestation d'appréciation pour eux d’avoir gardé les gens en sécurité. Ensuite, dans des maisons individuelles, le chef de la famille saupoudre un peu de Kpekple sur le seuil de la maison comme un symbole de d’alimentation pour les esprits des membres de la famille qui sont morts.

#### Procession de jumeaux
Les gens Ga comptent toutes les naissances multiples comme un événement particulièrement béni. Parce que Homowo est une célébration de la récolte, les jumeaux, comme symbole de la fertilité, obtiennent un traitement spécial. Le matin du festival, après avoir appliqué de l'argile blanche sur leur peau pour marquer leur pureté, les jumeaux dans la ville portent un bassin sur leur tête remplie d'eau de mer et les feuilles à la mer comme un symbole de purification pour la nouvelle  année. À midi, tous les jumeaux dans la ville sont vêtus dans des vêtements blancs et défilent autour de la ville au milieu du chant et de la danse. C'est une exposition de fierté.

#### Danses
Pendant le festival, les gens exécutent une danse appelée Kpanlogo et une autre danse spéciale du jour. La Danse Homowo a lieu après que la famille a mangé le Kpekple ensemble. La danse commence souvent par des prêtres qui frappent leurs genoux, un acte symbolique de moquer l'idée même de la faim au milieu de l'abondance, et la joie et la gratitude pour les cadeaux que les dieux ont accordés aux peuple Ga.